# パスカルの原理

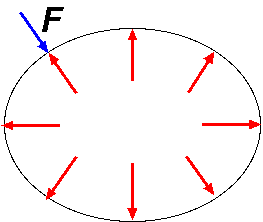
流体のはいった容器の一点に力を及ぼすと容器表面のすべての単位面積の面素に、垂直で同じ大きさの内部の力(接触力)が発生する。この図では重力の影響は無視している。

パスカルの原理（パスカルのげんり、英語: Pascal's principle）は、ブレーズ・パスカルによる「密閉容器中の流体は、その容器の形に関係なく、ある一点に受けた単位面積当りの圧力をそのままの強さで、流体の他のすべての部分に伝える。」という流体静力学における基本原理である。

## 応用例

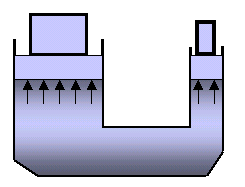
ピストンの面積を変えると増力するのにつかうことができる。

図のような水を注いでピストンで密閉したU字型の管を用意する。一方のピストンに押し下げるように力を加えると、もう一方のピストンに押し上げるような力が発生する。このとき、水がピストンを押す力とピストンの面積の比は二つのピストンにおいて等しいことが導かれる。
これにより、ピストンにかかる力の大きさは面積に比例することがわかる。たとえば、2つのピストンの面積比を2:1にすると、大きいピストンには小さいピストンの2倍の重量の物体をおいて2つのピストンの力が等しくなる。
この考えを用いて以下のような力を増幅する装置が得られる。
- 油圧ジャッキ - ジャッキの一種。大きな持ち上げ力を得られる。
- 油圧ブレーキ - 自動車のブレーキの一種。ブレーキペダルを踏む力を増幅して車輪の回転を止める。

## 現代的な表現
パスカルの原理は

静止流体において微小な面で互いに接触した二つの微小な流体要素A、Bを考える。流体要素Aが接触面を介して流体要素Bから受ける力（接触力）の方向は接触面に垂直であり、力の大きさは接触面の方向によらず面積に比例する。

と表現できる。
これを式で表すと
{\displaystyle \delta {\boldsymbol {F}}=-p\,{\boldsymbol {n}}\,\delta S}
- {\displaystyle \delta {\boldsymbol {F}}} : 接触力ベクトル
- {\displaystyle p} : 比例定数
- {\displaystyle \delta S}  : 接触面の面積
- {\displaystyle {\boldsymbol {n}}} : 接触面の単位法ベクトル(A→Bの向き)

となる。負符号は流体要素Aを圧縮する方向を正にとったからである。この比例定数 {\displaystyle p} が圧力である。定義により圧力の大きさは面の方向には依存しないが、位置に依存して変化してもよい。

### 静水圧平衡
体積 {\displaystyle \delta V} の微小体積要素 {\displaystyle \Omega } に、表面 {\displaystyle \partial \Omega } を介して作用する全ての接触力の合力 {\displaystyle {\boldsymbol {\mathit {F}}}} は、ガウスの定理を援用して
{\displaystyle {\begin{aligned}{\boldsymbol {F}}&\equiv \oint _{\partial \Omega }\mathrm {d} {\boldsymbol {F}}\\&=-\oint _{\partial \Omega }p\,{\boldsymbol {n}}\,\mathrm {d} S\\&=-\int _{\Omega }\nabla p\,\mathrm {d} V\\&=-\nabla p\,\delta V\end{aligned}}}
であることが導かれる。 よって、流体の密度を{\displaystyle \rho }、流体にはたらく単位質量あたりの外力を {\displaystyle {\boldsymbol {f}}} とすると、静止流体における力の釣り合い(静水圧平衡)
{\displaystyle -\nabla p+\rho {\boldsymbol {\mathit {f}}}=0}
が得られる。これが流体静力学における基本方程式である。
外力が無視できる場合、 {\displaystyle -\nabla p=0} であるから圧力は一定、すなわち、
- 流体が容器を押す力の単位面積あたりの値は場所によらず等しい
- 流体の一点に印加された力は流体によって伝播され遠方の地点へと伝わる

というオリジナルのパスカルの原理の内容が再現される。

## 導出

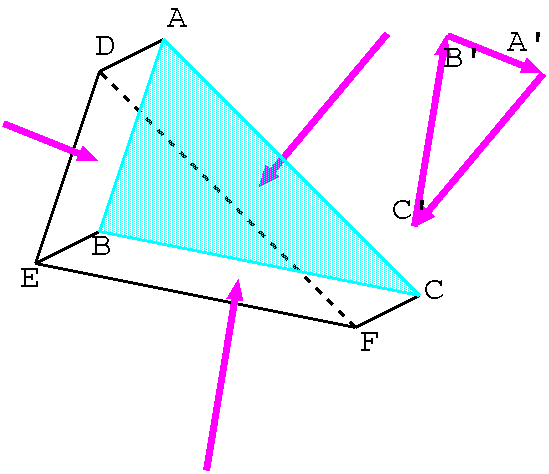
力は釣合うのでベクトルを順に繋ぐと閉じる(力の三角形A'B'C')。力は側面に垂直なので、90度回転した力の三角形の各辺は側面に平行。よって、力の三角形は△ABCに相似となる。

パスカルの原理は流体の定義「静止状態においてせん断応力が発生しない連続体」(=流動性)から導出できる。
せん断応力が発生しないと静止流体の任意の断面に作用する力は常に面に垂直である。そして単位面積当たりの力の大きさは面の方向によらないことが以下のように導かれる。

静止した流体から小さい三角柱を切り出すと、その表面に働く圧力の総和は0になるはずである。2つの端面ABCおよび
DEFに働く力は互いに消し合い、三つの側面に働く力は、端面に平行な平面にある力の三角形を構成する。この力の三角形は、三角形ABCと相似になるから、力の大きさは側面の面積に比例し、したがって単位面積あたりの力である圧力は、どの面でも同じ大きさを持つことになる。

このように、パスカルの原理、さらには「圧力」という概念は、流体の基本的な特徴である「流動性」から導出される。